# Pierre-Louis Chovet
Pierre-Louis Chovet, né le 11 avril 2002 à Avignon, est un pilote automobile français. Vainqueur de courses en Formule 3 Europe, vice-champion de Formule 3 Asie et pilote de Formule 3 FIA en 2021, il concourt en International GT Open pour la saison 2023 au sein du Team Oregon chez Lamborghini. Il est classé par la FIA en catégorie Silver.

## Biographie

### 2002-2017: enfance et ascension en karting
Pierre-Louis Chovet pratique de nombreux sports durant son enfance comme le ski, le BMX ou le motocross. Il assiste au Grand Prix de Monaco 2011 et se passionne rapidement pour le sport automobile. Il découvre le karting, en s'engageant dans les championnats de la région PACA-Corse, dont il remporte le titre en Cadets en 2015.
L'année suivante, il termine deuxième de la Coupe de France en Cadets. Même s'il bénéficie du soutien de Stéphane Ortelli, un ami de la famille, Pierre-Louis Chovet manque parfois plusieurs courses, ainsi que plusieurs séances d'essais à cause de son budget limité l'empêchant de s'entraîner fréquemment, et de bénéficier des moteurs les plus performants,.
Conseillé par Soheil Ayari, il s'engage dans le championnat de France de karting Junior, organisé par la FFSA. Très régulier et enchaînant les victoires, il est sacré champion de France Junior devant, entre autres, Sami Meguetounif, Victor Bernier ou Isack Hadjar. En récompense de son titre, Pierre-Louis Chovet fait ses débuts en monoplace, lors des dernières courses du championnat de France de Formule 4. Sur le circuit Paul-Ricard, il remporte la première victoire de sa carrière, devant des pilotes présents depuis le début du championnat comme Victor Martins.

### 2018-2019: débuts en monoplace

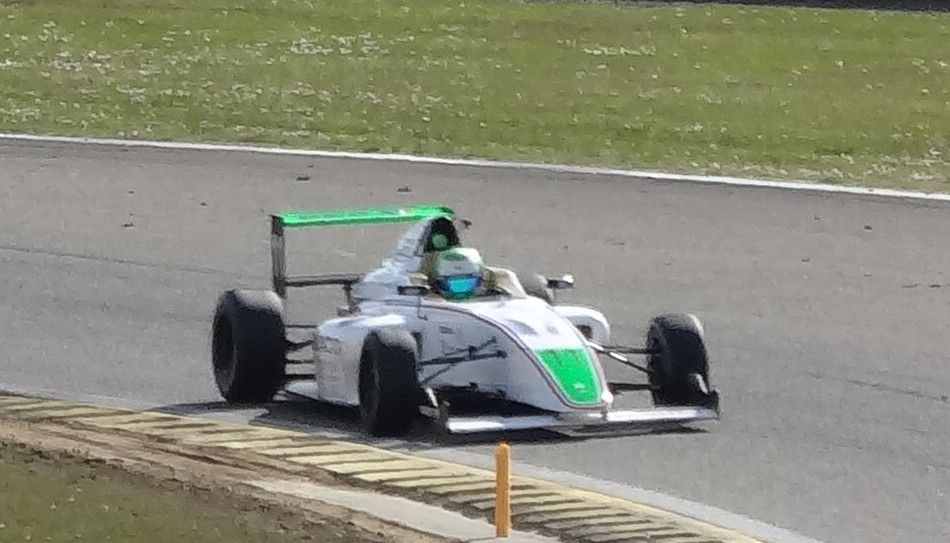
Pierre-Louis Chovet en Formule 4 française en 2018 à Nogaro.

Durant l'hiver 2018, il passe du temps à chercher un budget pour la saison à venir. Il est troisième et meilleur français du Volant Winfield derrière Caio Collet, malgré un manque de budget et de roulage. Il parvient cependant à boucler son budget pour la première moitié de saison et termine les essais de pré-saison en tête. En avril, il rejoint Venturi Nextgen, le programme de jeunes pilotes de Venturi Formula E, aux côtés de Dorian Boccolacci et d'Arthur Leclerc ; il reçoit également les conseils de Johnny Cecotto Jr.. Dans une première moitié de saison émaillée par des incidents techniques, il monte plusieurs fois sur le podium, lui permettant de pointer à la sixième place provisoire. Cependant, il doit faire l'impasse sur la manche de Magny-Cours, faute de budget,. Après avoir convaincu un nouveau sponsor, il fait son retour lors de l'épreuve suivante, et obtient sa première victoire de la saison au circuit Paul-Ricard,. Cette victoire lui permet d'obtenir une sixième place au championnat, avec trois courses de moins que les autres pilotes.
Pour la saison 2019, Pierre-Louis Chovet repart chercher des sponsors pour monter en Formule Régionale et finit par signer avec un sponsor important en avril : à cette période de l'année, tous les baquets sont déjà occupés en Formula Renault Eurocup, et Chovet refuse une nouvelle saison en Formule 4. Grâce à Cecotto et ses partenaires, le Français s'engage en Euroformula Open avec RP Motorsport, écurie double tenante du titre, quelques jours seulement avant le début de saison,. L'Euroformula est l'unique championnat de formules de promotion avec des motoristes différents : RP Motorsport est équipé de moteurs Toyota, quand la plupart des équipes rivales sont propulsées par des moteurs Mercedes-Benz ou Volkswagen,. Sans avoir pu participer aux essais de pré-saison, le problème de Chovet et de son équipe italienne se révèle être le moteur, dépassé par ses rivaux allemands,. Après seulement une manche, RP Motorsport décide de changer de moteur pour passer à Volkswagen, mais doit manquer les deux manches suivantes. L'équipe revient pour la quatrième manche à Spa-Francorchamps. Si les voitures italiennes sont un peu plus rapides (Chovet marque ses premiers points à Spa), l'équipe reste en difficultés ; Pierre-Louis Chovet décide de se retirer du championnat après ça, afin de se concentrer sur les tests de fin de saison pour intégrer un top team en Formula Régional.

### 2020: en Formule Régionale

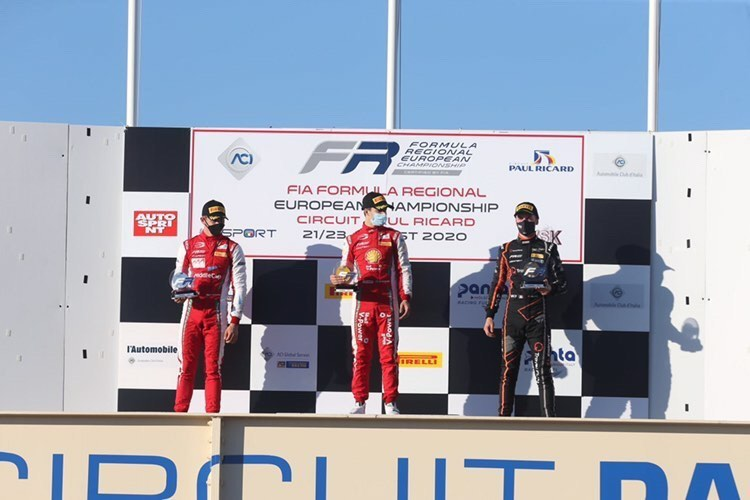
Pierre-Louis Chovet (à droite), sur le podium avec Gianluca Petecof et Arthur Leclerc en championnat d'Europe de Formule Régionale au circuit Paul-Ricard.

En 2020, il est repéré par Frits van Amersfoort qui l'engage dans son équipe Van Amersfoort Racing, en Championnat d'Europe de Formule Régionale,. Le championnat, largement dominé par les voitures du Prema Powerteam l'an dernier, avait permis à Van Amersfoort de ne décrocher que deux podiums avec Dan Ticktum. Pierre-Louis Chovet monte sur son premier podium à sa quatrième course. À la suite de ces performances, Hitech Grand Prix décide de le recruter pour la septième manche du Championnat de Formule 3 FIA, en remplacement de Max Fewtrell,. Après une première manche d'apprentissage, il marque ses premiers points dans la discipline, lors de sa quatrième course à Monza, où, parti dix-huitième, il remonte jusqu'à la sixième place après une course marquée de plusieurs dépassements sur de bons pilotes du championnat.
De retour en Formule régionale, il frôle sa première victoire au Mugello dans des conditions changeantes : Pierre-Louis Chovet est l'un des deux seuls pilotes à partir en pneus secs, sa stratégie se révèle payante et il mène la course avec une cinquantaine de secondes, quand la voiture de sécurité intervient pour dégager une voiture dans les graviers. Le Français voit son avance réduite à néant, et doit se contenter de la deuxième place, battu  par Arthur Leclerc. En novembre, à Barcelone, Chovet signe la première pole position de sa carrière et la première de son équipe dans ce championnat. Deux jours plus tard, il remporte sa première course de Formule 3 régionale, ainsi que la première victoire de son équipe, devant son coéquipier Dennis Hauger. Il obtient ensuite deux nouveaux podiums, terminant le championnat à la cinquième place.

### 2021: vice-champion de F3 Asie et débuts en Formule 3 FIA
En vue de la saison 2021, Pierre-Louis Chovet participe aux essais de fin d'année de Formule 3 FIA avec Hitech Grand Prix, Campos Racing et HWA Racelab. Le 25 janvier 2021, il s'engage finalement avec l'équipe suisse Jenzer Motorsport. Afin de préparer sa saison de F3 FIA, il se lance dans le championnat hivernal Asian F3 avec l’écurie Pinnacle Motorsport. Après avoir mené le championnat jusqu’à la dernière épreuve, il termine finalement vice-champion de F3 Asie avec 6 victoires. Pour sa campagne en FIA F3 il déclare que sa nouvelle écurie est un « un environnement fait pour lui », cependant à l'issue de la première manche, il est lâché par son sponsor ce qui conduit à son remplacement par Johnathan Hoggard. Pour la deuxième manche disputée au Castellet, il est appelé par Campos Racing pour remplacer László Tóth, testé positif au Covid-19.

### 2022: Retour en Formule Régionale Asie et Europe

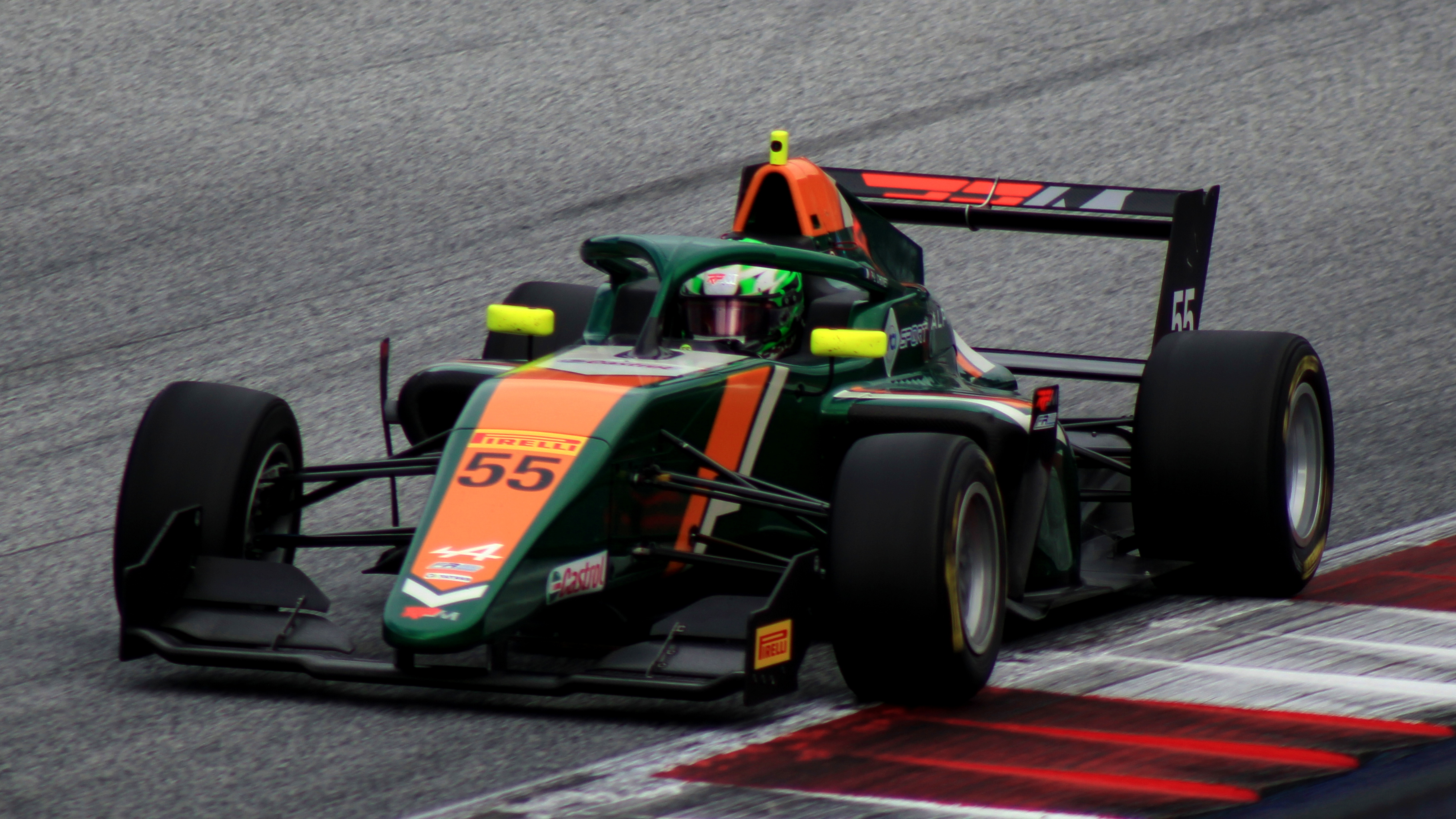
Pierre-Louis Chovet en Formule Régionale en 2022 à Spielberg.

Début 2022, Chovet s'aligne à nouveau dans le Championnat d'Asie de Formule Régionale avec BlackArts Racing. Il ne marque que 26 points ce qui le classe à la seizième place du championnat. En septembre, il fait également son retour en Championnat d'Europe de Formule Régionale avec la nouvelle écurie Race Performance Motorsport où il remplace l'italien Pietro Delli Guanti. Il monte à deux reprises sur la troisième marche du podium grâce à des performances en qualifications.

## Résultats en compétition

### Palmarès en karting
| Saison | Championnat                            | Classement |
| ------ | -------------------------------------- | ---------- |
| 2014   | Championnat PACAC Cadet                | 2e         |
| 2014   | Championnat de France Cadet            | 17e        |
| 2015   | Championnat PACA Cadet                 | Champion   |
| 2015   | Coupe de France Cadet                  | 2e         |
| 2016   | Championnat d'Europe CIK-FIA OK-Junior | 40e        |
| 2016   | IAME International Final X30 Junior    | nc         |
| 2017   | Championnat de France FFSA Junior      | Champion   |
| 2017   | X30 Challenge France Senior            | Champion   |

### Résultats en compétition automobile
| Saison | Championnat                        | Écurie                          | Courses | Victoires | Pole positions | Meilleurs tours | Podiums | Points inscrits | Classement |
| ------ | ---------------------------------- | ------------------------------- | ------- | --------- | -------------- | --------------- | ------- | --------------- | ---------- |
| 2017   | Championnat de France de Formule 4 | FFSA Academy                    | 9/21    | 1         | 0              | 0               | 1       | 35†             | nc         |
| 2018   | Championnat de France de Formule 4 | FFSA Academy                    | 18/21   | 1         | 0              | 1               | 5       | 162             | 5e         |
| 2019   | Euroformula Open                   | RP Motorsport                   | 5/18    | 0         | 0              | 0               | 0       | 2†              | nc         |
| 2020   | Formule Régionale Europe           | Van Amersfoort Racing           | 23/23   | 1         | 1              | 3               | 7       | 244             | 5e         |
| 2020   | Formule 3 FIA                      | Hitech Grand Prix               | 4/18    | 0         | 0              | 0               | 0       | 5               | 19e        |
| 2021   | Championnat d'Asie de Formule 3    | Pinnacle Motorsport             | 15/15   | 6         | 2              | 3               | 7       | 241             | 2e         |
| 2021   | Formule 3 FIA                      | Jenzer Motorsport Campos Racing | 6/21    | 0         | 0              | 0               | 0       | 0†              | nc         |
| 2022   | Formule Régionale Asie             | BlackArts Racing                | 12/15   | 0         | 0              | 0               | 0       | 26†             | nc         |
| 2022   | Formule Régionale Europe           | Race Performance Motorsport     | 6/20    | 0         | 0              | 0               | 2       | 36†             | nc         |
| 2023   | Eurocup-3                          | Drivex School                   | 2/16    | 0         | 0              | 0               | 0       | 14              | 16e        |
| 2023   | Formule Régionale Europe           | Saintéloc Racing                | 2/20    | 0         | 0              | 0               | 0       | 0†              | nc         |
| 2023   | International GT Open              | Oregon Team Lamborghini         | 5/5     | 1         | 0              | 0               | 2       | 33              | 5e         |
| 2024   | Eurocup-3                          | Palou Motorsport                | 2/16    | 0         | 0              | 0               | 0       | 0               | 31e        |

† Chovet étant un pilote invité, il était inéligible pour marquer des points.
- (*) : saison en cours